# Urbie Green
Urbie Green (8. srpna 1926 Mobile, Alabama, USA – 31. prosince 2018) byl americký jazzový pozounista. Nejprve hrál na klavír a až ve svých dvanácti přešel k pozounu. V roce 1947 se stal členem skupiny bubeníka Gene Krupy a následně přešel do big bandu Woodyho Hermana. Sám vydal více než dvacet alb a hrál na více než 250 nahrávkách jiných umělců. V pozdějších letech spolupracoval s mnoha dalšími hudebníky, jako byli Frank Sinatra, Lalo Schifrin, Dinah Washington, Wes Montgomery, Milt Jackson, Bill Evans, Trigger Alpert, Count Basie nebo Dizzy Gillespie. V roce 1995 byl uveden do Alabama Jazz Hall of Fame.